# Canon EOS 60D
Die EOS 60D ist eine digitale Spiegelreflexkamera des japanischen Herstellers Canon, die im Oktober 2010 in den Markt eingeführt wurde.

## Technische Merkmale
Die Kamera besitzt einen 17,9 Megapixel-CMOS-Sensor im APS-C-Format. Der Belichtungsindex ist im Bereich von ISO 100 bis 6400 in Drittel Blendenstufen auswählbar und bei Bedarf auf 12.800 (H) erweiterbar. Die Bilder können auf SD/SDHC- und SDXC-Karten gespeichert werden.
Die Kamera besitzt einen Filmmodus und bietet die Möglichkeit, Videoclips in Full-HD-Auflösung mit 24, 25 oder 30 Bildern pro Sekunde zu erstellen. Bei einer verminderten Auflösung im 720p-Format können bis zu 60 Bilder pro Sekunde im H.264-Format aufgezeichnet werden. Zur Erstellung von Videos werden Speicherkarten mit relativ hoher Schreibgeschwindigkeit empfohlen, da bei gefülltem internen Pufferspeicher die Aufnahme automatisch angehalten wird. Durch die Verwendung einer SDHC-Karte der Geschwindigkeitsklasse 10 sind Aufnahmen bis zur internen Begrenzung von 29:59 Minuten möglich.
Die Kamera verfügt über eine drahtlose Blitzsteuerung, mit der Blitzgeräte der hauseigenen Speedlite-Serie ausgelöst werden können. Die Signalgebung erfolgt hierbei durch das ausklappbare Blitzlicht, wobei der Fotograf wählen kann, ob dieses nur zur Steuerung des externen Blitzes oder zusätzlich zum Anblitzen der Szenerie eingesetzt werden soll.
Ferner verfügt das Gerät über eine integrierte Bildverarbeitung, mit der aufgenommene Fotos innerhalb der Kamera verändert werden können. Auch die nachträgliche Umwandlung von RAW-Bildern in JPEG ist kameraintern möglich.
Das Gerät ist die erste digitale Spiegelreflexkamera des Herstellers, die mit einem dreh- und schwenkbarem Monitor (englisch „Display“) ausgestattet wurde. Die Kamera verfügt über einen 4-Wege-Kippschalter, der in das Drehrad eingelassen ist. Die weiteren Bedienknöpfe befinden sich auf der rechten Seite des Displays, so dass dieses nach links aufgeklappt werden kann.
Die Kamera besitzt im Weiteren folgende Merkmale:
- 9 AF-Kreuzsensoren (der mittlere Kreuzsensor arbeitet bei Objektiven mit mindestens Offenblende 2.8 mit erhöhter Genauigkeit)
- Auto-ISO (100–6400) limitierbar, ISO 100–6400 (in Drittelstufen oder ganzen Stufen) erweiterbar auf H: 12.800
- Videoaufnahmefunktion
- manuelle Kontrolle der Tonaufnahme
- dreh- und schwenkbares 7,62 cm (3,0 Zoll) großes „Clear-View-TFT-Display“, Seitenverhältnis 3:2, 720 × 480 Pixel (345.600 Pixel), 288 ppi; aus Marketinggründen wird meist die (aufgrund der RGB-Zusammensetzung) drei Mal so große Subpixelanzahl von etwa 1.040.000 angegeben.
- Live-View-Modus
- 5,3 Bilder/s
- Gehäuse aus Aluminiumlegierung und mit Glasfaser verstärktem Polykarbonat
- eingebauter Blitz
- drahtlose Blitzsteuerung
- mittels Auslöser regulierbare Belichtungszeit als separates Programm
- digitale Wasserwaage
- EOS Integrated Cleaning System
- kompatibel mit EF- und EF-S-Objektiven
- DIGIC-4-Prozessor

## Firmware
Die aktuelle Firmware 1.1.2 wurde vom Hersteller am 14. November 2016 veröffentlicht und umfasst die folgende Fehlerbehebung: Behebt ein Problem, das auftritt, wenn die Kamera mit dem Objektiv EF-S 18-135mm f/3.5-5.6 IS USM oder EF 70-300mm f/4-5.6 IS II USM verwendet wird, und bei dem keine Korrektur ausgeführt wird, auch wenn die Objektivabweichungskorrektur auf „Enable“ (Aktiviert) gesetzt ist.
Die Firmware 1.1.1 wurde vom Hersteller am 15. Juni 2012 veröffentlicht. Diese behebt neben kleineren Fehlern ein Problem mit der Seriennummeranzeige in den Exifdaten.
Die herstellerunabhängige Firmware-Erweiterung Magic Lantern wurde von Dritter Seite auch für das Modell EOS 60D angepasst. Die aktuelle Version von Magic Lantern erweitert den Funktionsumfang der Kamera unter anderem durch benutzerdefinierte Zuschnittlinien („Cropmarks“), einen „Zebra-Modus“ zur Kenntlichmachung überbelichteter Bereiche vor der Aufnahme sowie „Follow Focus“, „HDR bracketing“ und „Intervalometer“, einen Software-Zeitgeber.

## ModellvarianteEOS 60Da
Das Modell EOS 60Da ist eine Spezialversion der Kamera, die für die Astrofotografie konzipiert wurde. Sie besitzt einen modifizierten Tiefpassfilter, der, durch die Dämpfung der höheren Frequenzbereiche, den für astronomische Beobachtungen wichtigen Wellenlängenbereich um die Alpha-Linie des Wasserstoffs (H α, Fraunhoferlinie) besser hervorhebt.
Das Modell wurde Ende April 2012 auf den Markt gebracht.

## Ansichten

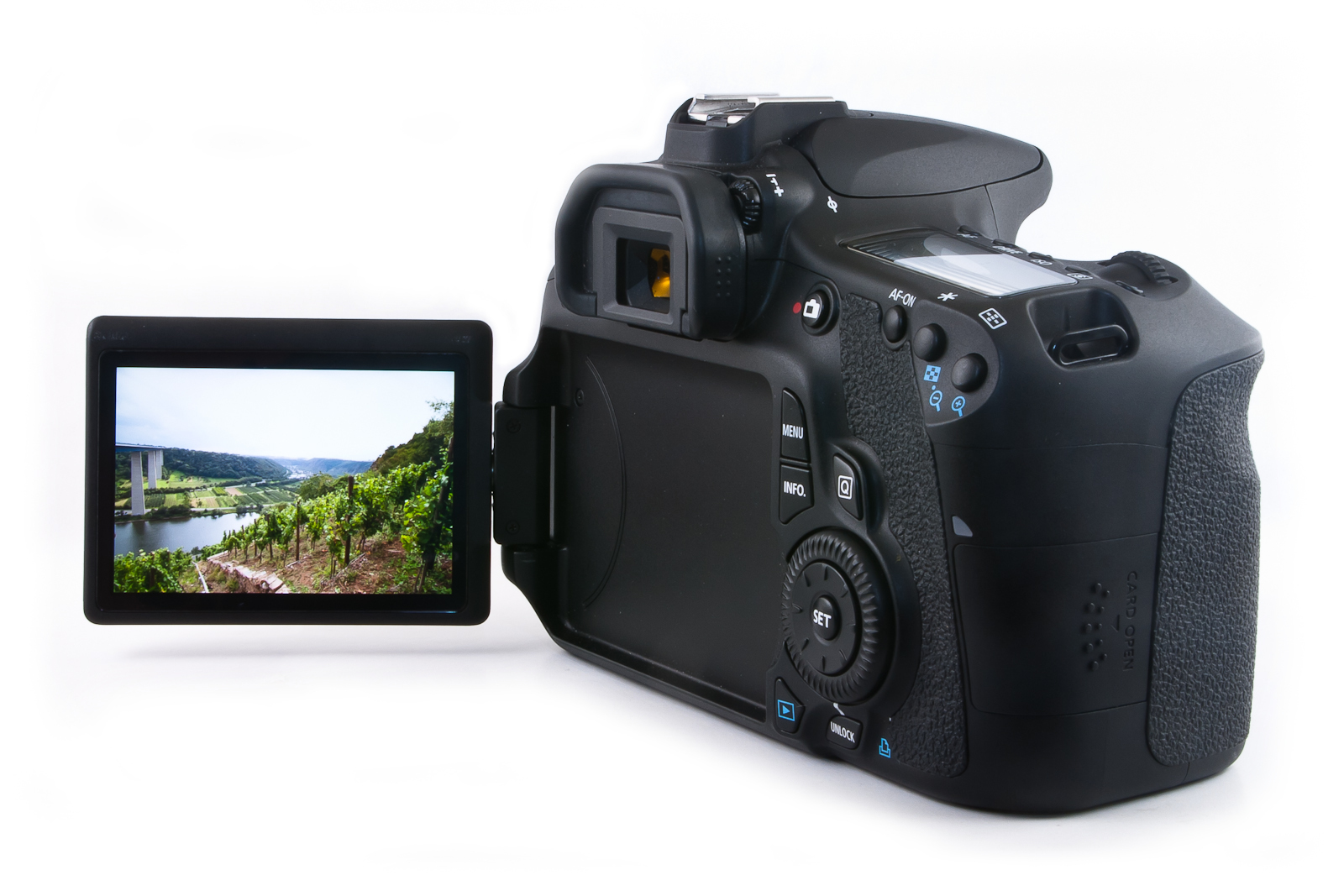
Das dreh- und schwenkbare Display
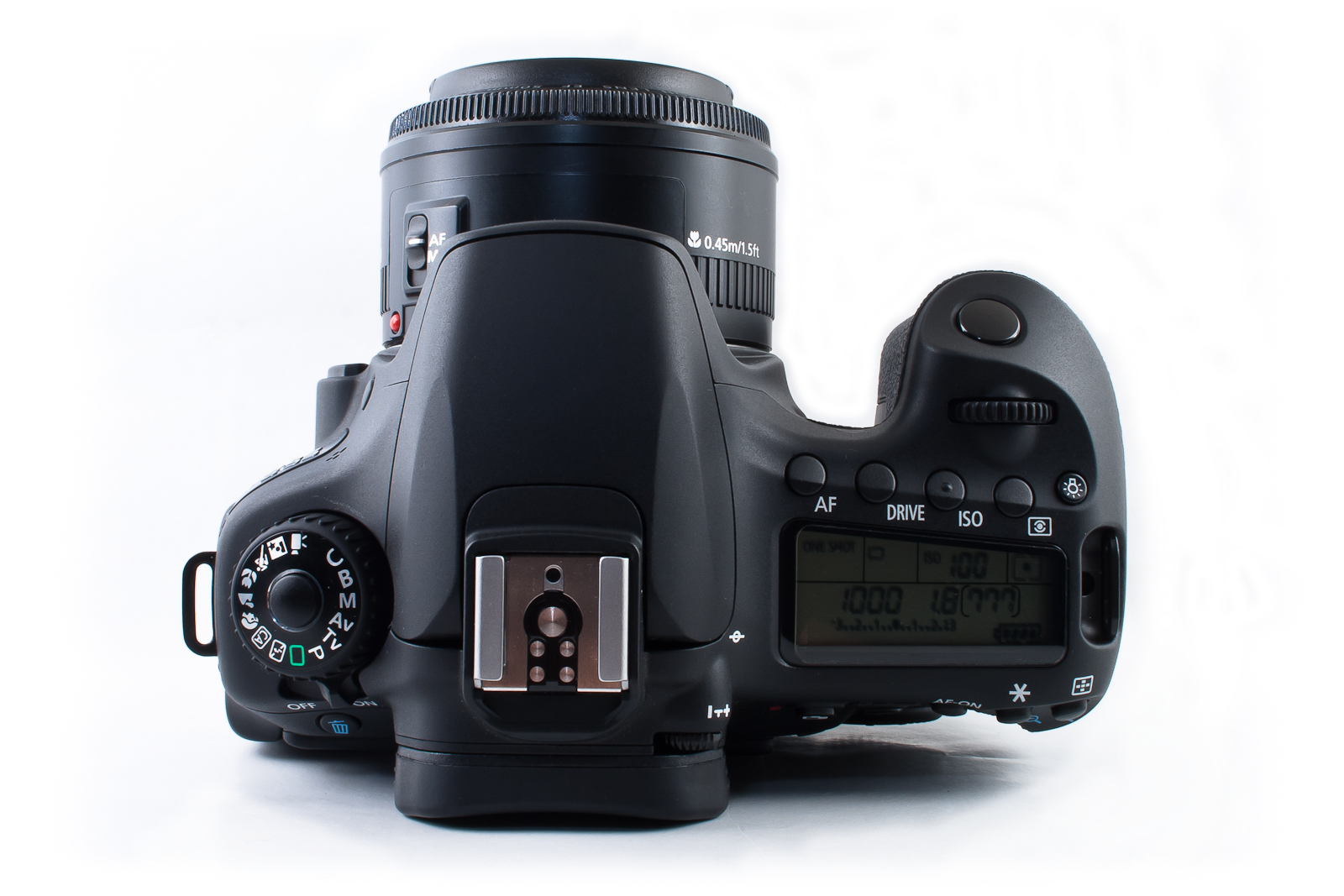
Draufsicht
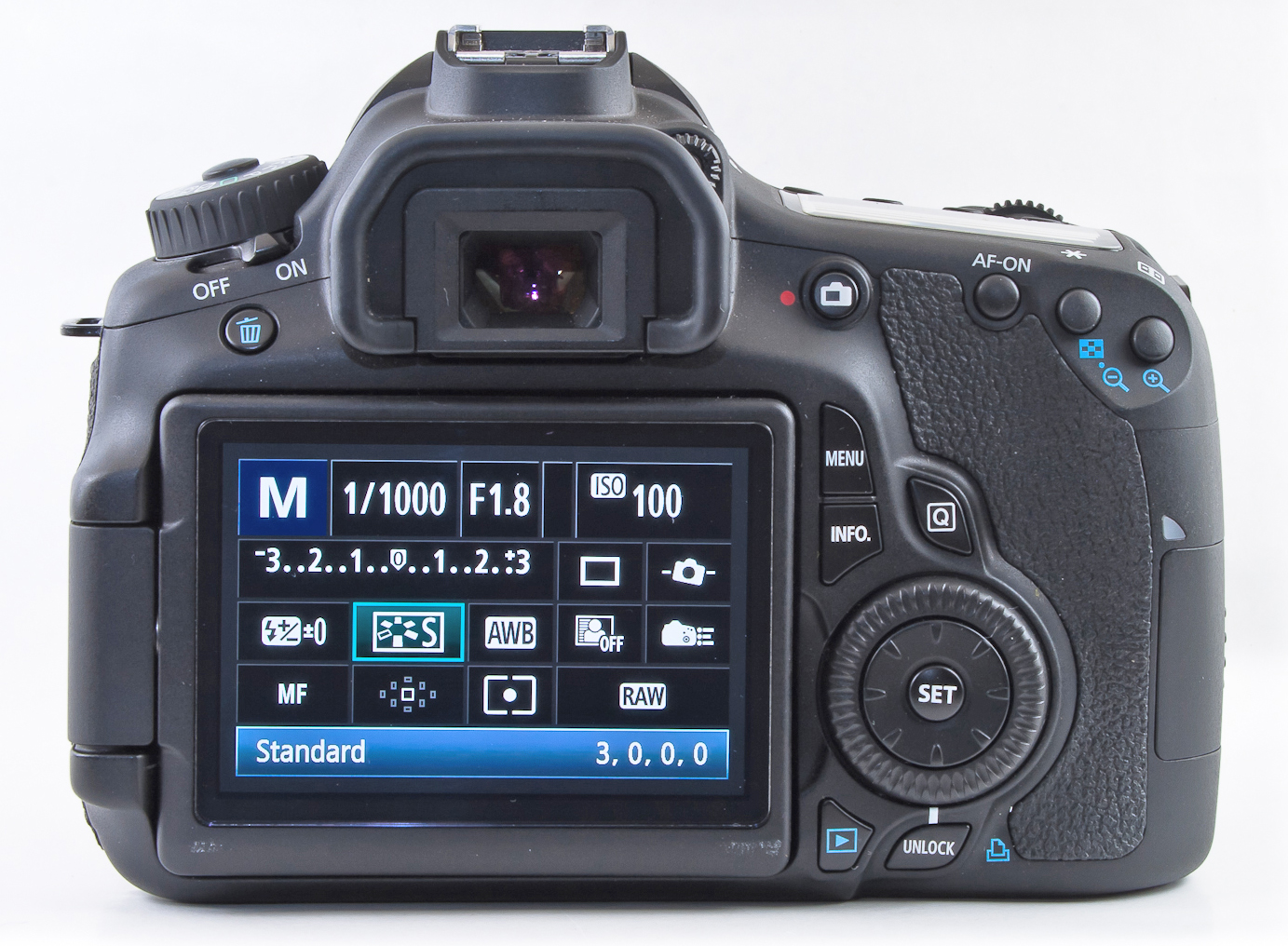
Rückseite
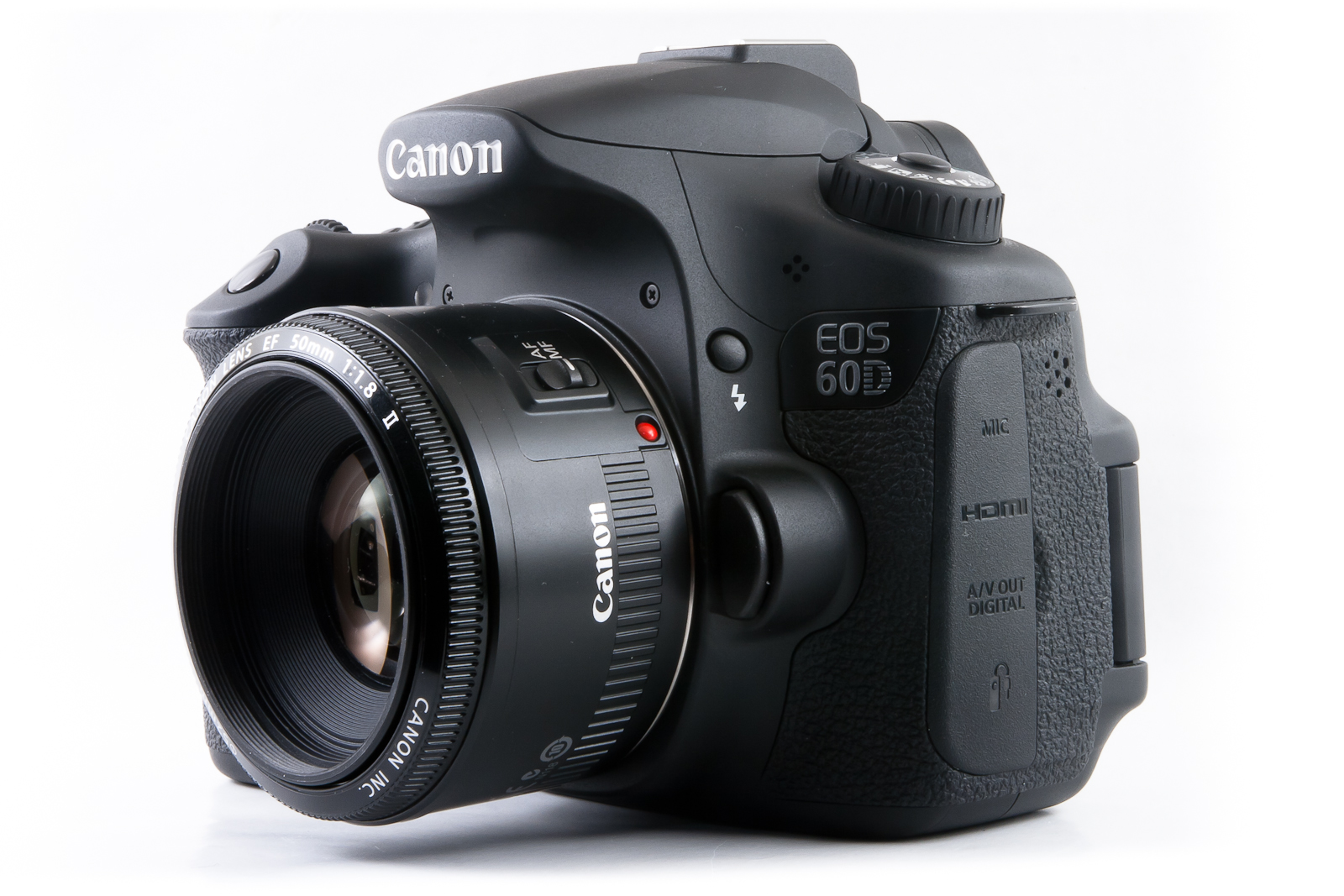
EOS 60D mit 50-mm-f/1.8-II-Objektiv